# Gossos
|  | Per a altres significats, vegeu «Gos». |

Gossos és un grup de rock català creat el 1993 a Manresa que destaca per la seva música totalment acústica, només amb guitarres i baix, sense percussions fins al 2002, any en què es va afegir la bateria i va iniciar una electrificació del seu so. El 2018 el grup anuncià que aturaren el projecte durant un temps indefinit.

## Història
L'estiu de 1993 els manresans Oriol Farré, Juanjo Muñoz, Natxo Tarrés i Roger Farré decideixen ajuntar-se per a compondre i tocar cançons. Després d'alguns concerts es presenten a un parell de concursos, i en el segon aconsegueixen guanyar com a premi la producció del seu primer disc Gossos (1994). El seu estil acústic els fa destacar i augmenten el nombre de concerts per tot Catalunya, mentre preparen el seu segon disc En privat que editaren l'any 1996.
L'any 1997 surt el tercer disc amb el títol Metamorfosi. El seu quart disc decideixen gravar-lo en directe al Teatre Conservatori de Manresa l'any 1998 amb el títol Directament. Hi destaquen les col·laboracions de Cris Juanico, Gerard Quintana i Pemi Fortuny. El 2000 decideixen fer un disc en castellà, De viaje, que enregistren a Madrid. Després d'aquest àlbum recuperen la llengua catalana per produir el seu sisè treball, Cares (2001), en el qual compten amb la participació de Javier Álvarez.
L'any 2002 deixen de banda el so acústic que els caracteritzava i decideixen fer servir guitarres elèctriques i incorporar un bateria, Santi Serratosa. D'aquesta redefinició en sortirà el seu setè disc, El jardí del temps (2003). Després vindrà el vuitè, anomenat 8 (2005), i Oxigen (2007). L'any 2008, després d'un any 2007 ple de concerts arreu de la geografia catalana tot presentant el seu Oxigen Tour, celebren el seu 15è aniversari amb diferents concerts a Catalunya, Països Baixos i Alemanya, entre d'altres. Berta va interpretar amb ells la sintonia de la cinquena temporada de Ventdelplà. El 2010, després de l'etapa d'Oxigen, treuen el seu disc més contundent, Dia 1, un disc molt enèrgic amb voluntat de marcar l'inici d'una nova etapa.
La tardor del 2011 anuncien una aturada durant el 2012 amb la intenció de presentar un nou disc l'any 2013. L'aturada d'un any dels escenaris va donar el seu fruit i van tornar presentant Batecs, un disc en la línia eclèctica del grup amb cançons més intimistes i reflexives amb el món contemporani. En aquest disc apareix la cançó «Res tornarà a ser igual», inclosa en l'inici a de la segona temporada de la sèrie Polseres Vermelles.
El 2015 presenten la gira 22 en la qual els espectadors els envolten 360°. Després d'aquesta gira treuen el seu tretzè treball d'estudi, Zenit, on el grup mostra en forma de cançons tot el ventall d'estils pels quals ha passat al llarg del seu camí. El 2018, coincidint amb els seus 25 anys i després d'una gira amb concerts especials d'aniversari a l'Auditori de Barcelona i a la seva ciutat natal al teatre Kursaal anuncien que, tot i no dissoldre la formació, aturen i repensen el projecte durant un temps indefinit.
Abans de fer-ho, acabant l'any, editen el seu darrer disc en directe, Paraules que no s'esborren, imatges que no se'n van, disc que reflecteix el concert dels seus 25 anys, el 3 de maig de 2018, a l'Auditori de Barcelona, acompanyats de grups de noves i velles generacions com Lax'n'Busto, Txarango, Sopa de Cabra, Els Amics de les Arts, Blaumut, Ramon Mirabet i Judit Neddermann.

## Membres
- Natxo Tarrés - veu i guitarra
- Roger Farré - veu i baix
- Juanjo Muñoz - veu i guitarra
- Oriol Farré - veu i guitarra
- Santi Serratosa - bateria a partir de 2002

## Instruments
En directe, a partir del 2005, els Gossos tenen els següents instruments a les mans:
- Natxo Tarrés: guitarra acústica i pedal d'afinació Chromatic Tuner de Boss. Guitarra acústica Martin i elèctrica Gretsch Tennessee Rous Especial Edition
- Oriol Farré: Fender Telecaster, Gibson Les Paul Standard. A terra hi té una pedalera Boss GT-6 i altres pedals solts, a més d'un e-bow. La seva acústica és una Taylor. L'amplificador és Fender DeVille. Actualment també toca el piano en determinades peces.
- Juanjo Muñoz: Gibson Les Paul Custom, Gibson Les Paul Standard i una altra Gibson SG. Per guitarra acústica disposa d'una Martin8. Quant a pedals té, entre d'altres, un Tube Driver, ecos i reverbs de Lines, pedal d'afinació Chromatic Tuner de Boss (el mateix que en Natxo Tarrés), CarlMartin TremO vibe, DOD Overdrive Preamp/250.
- Roger Farré: dos baixos. Un d'ells és Fender Jazz.
- Santi Serratosa: Diverses bateries. Una d'elles els toms, goliat i alguns ferratges són dw. Ride marca Istanbul.

## Discografia
- Gossos (1993)
- En privat (1996)
- (Mandala) Metamorfosi (1997)
- Directament (directe) (1998)
- De viaje (2000)
- Cares (2001)
- El jardí del temps (2003)
- A l'Espai (directe) (2003)
- 8 (2005)
- Oxigen (2007)
- A l'Auditori - 15 anys (directe) (2008)
- Dia 1 (2010)
- Batecs (2013)
- Zenit (2016)
- Paraules que no s'esborren, imatges que no se'n van (directe) (2018)

## Altres projectes
Juanjo Muñoz forma part del grup Puput i del grup Menaix a Truà juntament amb Cris Juanico (dels ara ja dissolts Ja t'ho diré) i Toni Xuclà. Natxo Tarrés també forma part d'un grup d'experimentació sonora i musical anomenat Gaia, basat en la música electrònica i juntament amb Roger Farré del projecte Natxo Tarrés & The Wireless i del supergrup La Banda Impossible.